# Буковик (община Сарай)
Вижте пояснителната страница за други значения на Буковик.
Буковик (на македонска литературна норма: Буковиќ; на албански: Bukoviqi) е село в община Сарай, Северна Македония.

## География
Селото е разположено в западния край на Скопското поле, вляво от магистралата Скопие - Тетово на десния бряг на Суводолица.

## История
В края на XIX век Буковик е село в Скопска каза на Османската империя. Според статистиката на Васил Кънчов („Македония. Етнография и статистика“) към 1900 година в Буковикъ живеят 180 арнаути мохамедани.
След Междусъюзническата война в 1913 година селото попада в Сърбия.
На етническата си карта от 1927 година Леонард Шулце Йена показва Буковик (Bukovik) като албанско село.
На етническата си карта на Северозападна Македония в 1929 година Афанасий Селишчев отбелязва Буковик като албанско село.
Според преброяването от 2002 година Буковик има 1723 жители.
| Националност     | Всичко |
| северномакедонци | 1      |
| албанци          | 1721   |
| турци            | 0      |
| роми             | 0      |
| власи            | 0      |
| сърби            | 0      |
| бошняци          | 0      |
| други            | 1      |